# An-Nur
An-Nur (La Luce) è la ventiquattresima Sura del Corano, una sura medinese composta da 64 versetti. Questa sura prende il nome dal versetto 35, noto come il "Versetto della Luce", che è uno dei passaggi più noti e commentati del Corano. La sura tratta una vasta gamma di temi, tra cui la moralità, le relazioni sociali, le leggi sulla castità, e la luce della fede.

## Contenuto

### Leggi sulla Castità e la Calunnia
Versetti 1-10: La sura inizia con la promulgazione di leggi severe contro l'adulterio e la falsa accusa di adulterio. Si stabilisce che gli adulteri devono essere puniti con cento frustate e che i falsi accusatori devono portare quattro testimoni, altrimenti saranno essi stessi puniti con ottanta frustate. Viene anche introdotto il concetto di "li'an", un giuramento solenne tra marito e moglie nel caso di accuse di infedeltà senza testimoni.

### L'Incidente dell'Ifk
Versetti 11-26: Viene affrontato l'incidente dell'Ifk, un episodio di calunnia contro Aisha, la moglie del Profeta Muhammad. La sura difende l'innocenza di Aisha, condanna severamente i calunniatori e ammonisce i credenti a non diffondere false accuse. Viene enfatizzata l'importanza della purezza morale e della fiducia reciproca nella comunità.

### Codice di Comportamento Sociale
Versetti 27-31: Vengono stabilite delle norme riguardanti il comportamento sociale, come il chiedere permesso prima di entrare nelle case altrui e le regole di modestia sia per gli uomini che per le donne. Le donne sono invitate a coprire le loro bellezze e a comportarsi modestamente.

### Versetto della Luce
Versetto 35: Questo versetto poetico e metaforico descrive Allah come la "Luce dei cieli e della terra". È una delle immagini più belle e spiritualmente profonde del Corano, che illustra come la guida di Allah illumina il cuore dei credenti.

### Altri Comportamenti Sociali e Familiari
Versetti 36-45: La sura continua con indicazioni riguardanti il comportamento nelle case, il trattamento degli schiavi e dei servi, e l'importanza della preghiera e dell'obbedienza ad Allah. Viene sottolineata la necessità di vivere in comunità armoniose e rispettose delle norme morali.

### Autorità del Profeta Muhammad
Versetti 46-57: Viene riaffermata l'autorità del Profeta Muhammad come guida della comunità. I credenti sono esortati a obbedire al Profeta e a seguire le sue decisioni nelle dispute.

### L'Importanza della Purezza
Versetti 58-61: Questi versetti trattano la privacy nelle case, stabilendo regole per i momenti in cui i servi e i bambini devono chiedere il permesso di entrare nelle stanze private.

### Conclusione e Moniti
Versetti 62-64: La sura si conclude con un richiamo all'obbedienza ad Allah e al Suo Profeta, sottolineando l'importanza della comunità e la necessità di consultarsi e prendere decisioni collettive. Viene ribadito che Allah conosce tutte le azioni umane e giudicherà ciascuno secondo le sue opere.

## Analisi
La Sura An-Nur è significativa per la sua trattazione dettagliata di norme etiche e comportamentali che mirano a costruire una società giusta e morale. Le leggi riguardanti la castità, la calunnia e la modestia sono fondamentali per preservare l'integrità e l'armonia della comunità musulmana.
Il "Versetto della Luce" rappresenta uno dei passaggi più profondi e spirituali del Corano, offrendo una potente metafora della guida divina e della fede. La sura nel suo complesso esorta i credenti a vivere in conformità con i principi islamici, promuovendo il rispetto reciproco, la giustizia, e la devozione ad Allah.